# Nigdy ponad stan
Nigdy ponad stan – utwór polskiego piosenkarza i rapera KęKe, wydany 18 kwietnia 2018 roku, pochodzący z albumu To Tu.
Nagranie uzyskało status diamentowej płyty. Utwór zdobył ponad 42 milionów wyświetleń w serwisie YouTube (2022) oraz 8 milionów odsłuchań w serwisie Spotify.
Za produkcje utworu odpowiada Sergiusz.

## Twórcy
- KęKę – słowa, rap[1][2]
- Sergiusz – produkcja[1]